# وليد الخالدي
وليد الخالدي (1925 -) هو مؤرخ فلسطيني تلقى تعليمه في جامعة أكسفورد وكتب بإسهاب عن تهجير الفلسطينيين سنة 1948. وهو أحد مؤسسي مؤسسة الدراسات الفلسطينية، التي تأسست في بيروت في كانون الأول (ديسمبر) 1963 كمركز بحثي مستقل يركز على قضية فلسطين والصراع العربي الإسرائيلي، وكان أمينًا عامًا له حتى عام 2016.
كان أول منصب تدريسي للخالدي في أكسفورد، وهو المنصب الذي استقال منه عام 1956 احتجاجًا على العدوان الثلاثي الذي شاركت فيه بريطانيا. كان أستاذًا للدراسات السياسية في الجامعة الأمريكية في بيروت حتى عام 1982، وبعد ذلك زميل في مركز هارفارد للشؤون الدولية. كما قام بالتدريس في جامعة برينستون.
وهو زميل الأكاديمية الأمريكية للفنون والعلوم. كان للخالدي تأثير ملحوظ في النطاق البحثي والتطوير المؤسسي والدبلوماسية. لعب عمله الأكاديمي على وجه الخصوص -وفقًا لرشيد خالدي- دورًا رئيسيًا في تشكيل ردود الفعل الفلسطينية والعربية على إحتلال فلسطين، وساهم في تحديد الطرق التي يمكن لفلسطين من خلالها الحفاظ على بقائها في خريطة الشرق الأوسط.

## مسيرته
ولد الخالدي، وهو واحد من خمسة أبناء لوالديه، في القدس. كان والده، أحمد سامح الخالدي، عميد الكلية العربية في القدس، وينحدر من عائلة لها جذور في فلسطين تمتد حتى قبل الحروب الصليبية. والدته إحسان عقل من يافا وهي شقيقة أمين عقل. بعد وفاة والدته، تزوج والده من عنبرة سلام الخالدي (4 أغسطس 1897 - مايو 1986)، ناشطة نسوية ومترجمة ومؤلفة لبنانية، ساهمت بشكل كبير في تحرير المرأة العربية. كان معلم الخالدي الأول مدير التعليم في فلسطين «جي بي فاريل». من إخوته غير الأشقاء المؤرخ طريف الخالدي وعالم الكيمياء الحيوية أسامة الخالدي.
تخرج الخالدي بدرجة البكالوريوس من جامعة لندن عام 1945، ثم درس في جامعة أكسفورد، وحصل على ماجستير في الآداب، في عام 1951. عمل بعد ذلك بالتدريس في كلية الدراسات الشرقية في أكسفورد، حتى استقال بعد الهجوم الثلاثي البريطاني والفرنسي والإسرائيلي على مصر عام 1956 ليتولى التدريس في الجامعة الأمريكية في بيروت. في الخمسينيات من القرن الماضي، كتب مقالتين عن عبد الغني النابلسي، وهو عالم صوفي وشاعر سوري كتب عن التسامح، ومارسه مع اليهود والمسيحيين الذين التقى بهم.
بتوجيه منه، أنتجت مؤسسة الدراسات الفلسطينية، التي تأسست عام 1963، سلسلة طويلة من الدراسات باللغتين الإنجليزية والعربية والعديد من الترجمات المهمة للنصوص العبرية إلى العربية منها: «تاريخ الهاجاناه»، ومذكرات ديفيد بن غوريون وشاريت. كما أنه أنتج أعمالاً مهمة عن سقوط مدينتي حيفا ودير ياسين. أشهر أعماله هي «قبل الشتات»، وهي مقالة فوتوغرافية عن المجتمع الفلسطيني قبل عام 1948، و«كي لا ننسى»، وهي مجموعة موسوعية لتاريخ القرى قام بتحريرها. أصبح باحثًا مشاركًا في معهد دراسات الشرق الأوسط بجامعة هارفارد عام 1982. تمتد اهتماماته الفكرية الأخرى على نطاق أوسع، من التاريخ الأوروبي الحديث وحتى العلاقات الدولية.

### موقفه من القضية الفلسطينية
موقف الخالدي المعلن من القضية الفلسطينية هو حل الدولتين. كتب في مجلة الشؤون الخارجية:«دولة فلسطينية في الأراضي المحتلة ضمن حدود عام 1967 في ظل تعايش سلمي إلى جانب إسرائيل تعتبر كمفهوم هي المرشح الوحيد لتسوية تاريخية لهذا الصراع المستمر منذ قرن من الزمان. وبدونها سيبقى الصراع صراعًا مفتوحًا».
كان الخالدي ممثلا لفلسطين في الوفد الفلسطيني الأردني المشترك في محادثات السلام في الشرق الأوسط التي إنطلقت في مؤتمر مدريد، قبل اتفاقيات أوسلو. على الرغم من ذلك، لم يشغل الخالدي أي منصب في منظمة التحرير الفلسطينية أو أي من هيئاتها.

## الجوائز
في مأدبة الذكرى الخامسة عشرة لمؤسسة التراث الفلسطيني، تم منح الخالدي جائزة لجهوده المتعلقة بالقضية الفلسطينية والمجتمع العربي الأمريكي والأمة العربية.

## آراء النقاد
كتبت آن م. ليش الأستاذة بجامعة فيلانوفا أن «كل ما تبقى، بصفته توثيقًا علميًا، يعتبر مصدراً موثوقاً للبحث في التهجير الفلسطيني في عام 1948». بينما انتقد الجيوغرافي الإسرائيلي موشيه براور، أستاذ الجغرافيا في جامعة تل أبيب، ما اعتبره «عدم كفاية البحث الميداني» في كتاب الخالدي، وانتقد براور اعتماد الخالدي المفرط على نسخة معدلة من تعداد 1945، والتي أقر الخالدي بأنها توفر تقديرات تقريبية، بينما لم تستخدم مصادر أخرى مثل ملفات القرى أو الصور الجوية والتي يعتقد براور أنها كانت ستسفر عن تقديرات أكثر دقة.

## الأعمال المنشورة
- (1959) لماذا غادر الفلسطينيون؟ منتدى الشرق الأوسط، 21-24 (يوليو 1959). أعيد طبعه باسم "إعادة زيارة "لماذا غادر الفلسطينيون"، 2005، الدراسات الفلسطينية، XXXIV، العدد 2، 42-54.[18]
- (1959) سقوط حيفا. منتدى الشرق الأوسط، 22 - 32 (ديسمبر 1959).[19]
- (1961) خطة دالت: المخطط الصهيوني الشامل لغزو فلسطين. jstor، منتدى الشرق الأوسط، 37 (9)، 22-28 (نوفمبر 1961).[20]
- من الملاذ إلى الغزو: قراءات في الصهيونية ومسألة فلسطين حتى عام 1948. مؤسسة الدراسات الفلسطينية. 1987 [Original in 1971]. ISBN:978-0-88728-155-6. مؤرشف من الأصل في 2021-07-29.[21]
- (1974) فلسطين والصراع العربي الإسرائيلي: ببليوغرافيا مشروحة. معهد الدراسات الفلسطينية.[22]
- (1978) التفكير فيما لا يمكن التفكير فيه: دولة فلسطينية ذات سيادة. الشؤون الخارجية، 56 (4)، 695-713.[23]
- (1981) ريجيوبولتيكس: نحو سياسة أمريكية بشأن مسألة فلسطين. الشؤون الخارجية.[24]
- (1983) الصراع والعنف في لبنان: المواجهة في الشرق الأوسط. مطبعة جامعة هارفارد (ردمك 0-674-16075-4)[25]
- (1984) قبل الشتات: تاريخ مصور للفلسطينيين، 1876-1948. مؤسسة الدراسات الفلسطينية (ردمك 0-88728-144-3)[26]
- (1985) وجهة نظر فلسطينية حول الصراع العربي الإسرائيلي. مجلة الدراسات الفلسطينية، 14 (4) (صيف 1985)، ص. 35-48.
- (1987) من الملاذ إلى الغزو: قراءات في الصهيونية ومسألة فلسطين حتى عام 1948. . مؤسسة الدراسات الفلسطينية، واشنطن العاصمة.
- (1988) نحو السلام في الأرض المقدسة. الشؤون الخارجية[27]
- (1989) في مفترق حرج: الولايات المتحدة والشعب الفلسطيني. مركز الدراسات العربية المعاصرة، جامعة جورجتاون.[28]
- (1991) أزمة الخليج: الأصول والنتائج. مجلة الدراسات الفلسطينية، 20 (2) (شتاء 1991)، ص. 5 - 28.[29]
- (1992) كل ما تبقى: القرى الفلسطينية التي احتلتها إسرائيل وأخلتها من سكانها عام 1948. مؤسسة الدراسات الفلسطينية (ردمك 0-88728-224-5)[30]
- (1992) إحياء فلسطين. (ردمك 1-85043-563-4)[31]
- (1993) بيني موريس وقبل الشتات. مجلة الدراسات الفلسطينية، 22 (3) (ربيع 1993)، ص. 106-119.[32]
- (1993) مخطط هرتزل لاستعمار فلسطين. مجلة الدراسات الفلسطينية، 22 (2) (شتاء 1993)، ص. 30-47.
- (1996) الإسلام والغرب والقدس. مركز الدراسات العربية المعاصرة ومركز التفاهم الإسلامي المسيحي، جامعة جورجتاون.[33]
- (1996) مراجعة قرار التقسيم الصادر عن الجمعية العامة للأمم المتحدة. مجلة الدراسات الفلسطينية، 27 (1) (خريف 1997)، ص. 5-21.
- (1997) كي لا ننسى، قرى فلسطينية دمرتها إسرائيل خلال حرب 1994 وأسماء شهدائها، مؤسسة الدراسات الفلسطينية.
- (1998) خمسون عاما على تقسيم فلسطين. (1947-1997)، دار النهار، بيروت. (بالعربية).[34]
- (1998) وثائق مختارة عن حرب فلسطين عام 1948. مجلة الدراسات الفلسطينية. 27 (3)، 79.[35]
- (1999) دير ياسين: الجمعة 9 نيسان 1948. مؤسسة الدراسات الفلسطينية. بيروت. (بالعربية).[36]
- (2000) ملكية موقع السفارة الأمريكية في القدس. مؤسسة الدراسات الفلسطينية (ردمك 0-88728-277-6)[37]
- (2005) «حول ألبرت حوراني، المكتب العربي، ولجنة التحقيق الأنجلو أمريكية 1946»، مجلة الدراسات الفلسطينية المجلد 35، العدد. 1 (خريف 2005): 60-79[38]
- (2002) المكتبة الخالدية في القدس 1720م – 2001 م [39]
- (2014) "دراسات فلسطين وفلسطين: قرن واحد بعد الحرب العالمية الأولى ووعد بلفور." مركز الدراسات الفلسطينية، المحاضرة السنوية الأولى لجامعة لندن، 6 مارس 2014.

## روابط خارجية

### بالإنجليزية
- Journal of Palestine Studies, Institute for Palestinian Studies
- Vol 18 no. 1, (Aut. 88): pp. 51–70. Erskine Childers, Walid Khalidi, and Jon Kimche 1961 Correspondence in The Spectator on "Why the Refugees Left" [Originally Appendix E of Khalidi, Walid, "Plan Dalet Revisited: Master Plan for the Conquest of Palestine".
- Journal of Palestine Studies Vol 134, no. 2 (Win. 05): pp. 42–54. Khalidi, Walid "Why did the Palestinians Leave, Revisited".
- Journal of Palestine Studies Vol 21, no. 1 (Aut. 91): pp. 5–16. Khalidi, Walid "The Palestine Problem: An Overview".
- Journal of Palestine Studies Vol 27, no. 3 (Spring, 98): pp. 60–105. Khalidi, Walid "Selected Documents on the 1948 Palestine War".
- Journal of Palestine Studies Vol 35, no. 1 (Autumn 2005): pp. 60–79. Khalidi, Walid "On Albert Hourani, the Arab Office, and the Anglo-American Committee of 1946".
- Journal of Palestine Studies Vol 27, no. 1 (Aut. 1997): pp. 5–21. Khalidi, Walid "Revisiting the 1947 UN Partition Resolution".
- Journal of Palestine Studies Vol 22 no. 3 (Spring 93): 106–119. Khalidi, Walid "Benny Morris and Before their Diaspora".
- Journal of Palestine Studies Vol 2 no. 2 (Win. 73): 3–32 Nasser's Memoirs of the First Palestine War Author(s): Gamal Abdul Nasser and Walid Khalidi
- Walid Khalidi, The Reconquista of Mandatory Palestine Under British Rule على يوتيوب, 2014.